# گمینا اوک
گمینا اوک (به لهستانی:  Gmina Ełk) یک گمینا در لهستان است که در شهرستان اوک واقع شده‌است. گمینا اوک ۳۷۸٫۶۱ کیلومتر مربع مساحت و ۱۰٬۹۸۰ نفر جمعیت دارد.